# 中华民族伟大复兴
中华民族伟大复兴是2002年中共十六大报告提出的口号。2012年中共十八大召开，习近平就任中共中央总书记后在此基础上提出「中國夢」构想。

## 历史
中华民国国父孙中山原有“振兴中华”的口号。1997年召开的中共十五大的报告提出“中华民族实现全面振兴”。2002年中共十六大提出“实现中华民族伟大复兴”的口号。2012年中共十八大，习近平就任中共中央总书记后在此基础上提出中國夢构想。

## 正面評價
目前對中华民族伟大复兴的正面評價主要來自中國官方媒體。
據人民日报評論文章，中国人民抗日战争的伟大胜利，是中华民族从近代以来陷入深重危机走向伟大复兴的历史转折点。抗日战争之所以能取得伟大胜利，是因为以爱国主义为核心的民族精神得到继承和弘扬，是因为中国共产党发挥了中流砥柱作用，是因为已经觉醒的中国人民和中华民族进行了全民族抗战，是因为爱好和平与正义的各国人民的帮助支持起了一定的作用。
习近平总书记在纪念中国人民抗日战争暨世界反法西斯战争胜利75周年座谈会上的重要讲话，回顾了中国人民抗日战争和世界反法西斯战争的历史，深刻总结了中国人民赢得抗日战争胜利的历史启迪。深入学习领会习近平总书记重要讲话精神，深刻认识抗日战争胜利的历史原因，深刻理解抗日战争胜利的伟大意义，大力弘扬伟大抗战精神，对于我们增强“四个意识”、坚定“四个自信”、做到“两个维护”，奋力走好新时代的长征路，实现“两个一百年”奋斗目标、实现中华民族伟大复兴的中国梦，具有十分重要的意义。
2021年9月，中國現代國際關係研究院院長袁鵬接受中國新聞社《東西問》專訪時說，在2021年中美高层阿拉斯加会谈中，中共中央政治局委員兼中央外事工作委員會辦公室主任杨洁篪斥责美国“你们没有资格在中国的面前说，你们从实力的地位出发同中国谈话”，是反擊美國一向奉行的「強權即真理」，不等於要挑戰甚至取代美國的地位，這一點中華人民共和國領導人反覆強調，中華民族偉大復興跟「是否超越美國」、「是否取代美國成為世界霸權」沒有必然聯繫。

## 負面評價
為提倡中华民族伟大复兴夢，並鞏固中國共產黨复兴中华民族的領導地位，在近年中國官方亦对毛泽东的评价進一步提升，指毛泽东为实现中华民族伟大复兴作出了彪炳史册的贡献，刻意淡化毛泽东在管治中國時犯下的多個重大缺失，包括推行個人崇拜、發動或主導了土地改革運動、鎮反運動、三反五反運動、肅清暗藏的反革命分子運動、反右運動、大躍進、人民公社運動、四清運動、文化大革命等一系列政治運動。
另外，有分析將習近平的中华民族伟大复兴與希特勒「一個民族，一個帝國，一個元首」的口號作比較，發現希特勒和習近平都以民族驕傲和經濟發展為誘因，意圖抹滅鄰近相同民族小國的主權、自由和民主，而希特勒與習近平同樣是以民族恥辱為由，宣揚德意志和中華民族的復興，引申赤納粹的論述。有分析亦指習近平所提倡中华民族伟大复兴夢推動民族主義令中國民族更有自信，同時借以強化中國人民對中國共產黨的信心，令中國很像二戰前納粹德國的第三帝國，這引起全球多個國家和地区，包括西方及中國週邊如日本、台灣及東盟等的莫大關注。
近年，中國為复兴中华民族提倡多個策略，包括一帶一路，積極參與國際事務，加上2020年後2019冠状病毒病爆發的有关爭議卻令中國人在部分西方國家間名聲每況愈下。根據皮尤研究中心於2020年10月公布最新民意調查顯示，2020年世界主要国家和地区對中國持負面觀感的比率分別為，德國71％、美國73％、荷蘭73％、瑞典85％、加拿大73％、西班牙63％、法國70％、意大利62％、臺灣69%、南韓75％、日本86％。英國、澳洲對中國的負面觀感急劇升高，2018年英國49％受訪者對中國有好感，35％表示討厭中國；2020年最新調查顯示，現有74％英國受訪國民對中國有負面觀感，這令不少人質疑習近平似乎未能帶領中华民族走向伟大复兴。然而在中国民众看来，中华民族的伟大复兴与西方国家对中国的感观并无直接关系，甚至西方国家对中国的负面感观升高正是中国崛起的结果。